# Tolerancja cienia
Tolerancja cienia, aklimatyzacja cienia (ang. shade tolerance, shade acclimation) – zespół reakcji morfologicznych i fizjologicznych roślin mających na celu optymalizację wykorzystania zasobów w cieniu. Mogą one pośrednio przyczyniać się do unikania cienia, gdy roślina lub jej dolne liście są już zacienione. Zwykle zmiany obejmują morfologię aparatu fotosyntetycznego i jego fizjologię.